# بوکاماخی
بوکاماخی (به لاتین: Bukkamakhi) یک منطقهٔ مسکونی در روسیه است که در شهرستان آگولسکی واقع شده‌است.